# Замок Ґестінґ
Замок Ґестінґ (нім. Burg Gösting) — замок, що розташований на 200-метровій скелі поміж річкою Мура і гірським пасмом Плабуч (нім. Plabutsch) біля колишнього міста Ґестінґ (нім. Gösting) — сьогодні північно-західного 13 міського округу Граца — земельної столиці Штирії. Замок стояв у стратегічному місці, контролюючи римську дорогу вздовж річки Мура від проходу в гірському пасмі до рівнини Граца.

## Історія
Імператор Генріх III надав  серед іншого землі замку маркграфу Штирії Готфріду Вельс-Ламбахскому (1042), який передав її брату, єпископу Вюрцбургу Адальберо. У час боротьби за інвеституру замок перейшов до роду Еппенштайнерів. Зі смертю 1122 року герцога Каринтії Генріха ІІІ Штирія виокремилась у окреме герцогство з династією Траунгауерів (нім. Traungauer). До XVII ст. був у власності володарів Штирії і призначених ними бургграфів. Через зрослу загрозу нападів угорців і турків замок розбудували до кінця XV ст. з невеликого замку до фортеці, що була частиною попередження про напад ворогів. З 1707 Ґестінґ перейшов до графів фон Аттемс.
10 липня 1723 року через попадання блискавки вибухнув запас пороху, через що загинула частина гарнізону, була зруйнована чи згоріла більша частина забудови. Замок більше не відбудовували. Біля підніжжя гори Аттемси заклали для себе 1728 бароковий палац. З 1790 розпочалось розбирання замкових мурів. Для будівництва залізниці робітники розібрали північну стіну замкового палацу (1843/44), а 1874 південну стіну. Для захисту руїн 1925 заклали товариство «Burgenverein Gösting», розпочали роботи по консервації, відбудові мурів. з 1999 родина пекарів Ауер купила руїни замку і навколишній ліс.

## Джерела

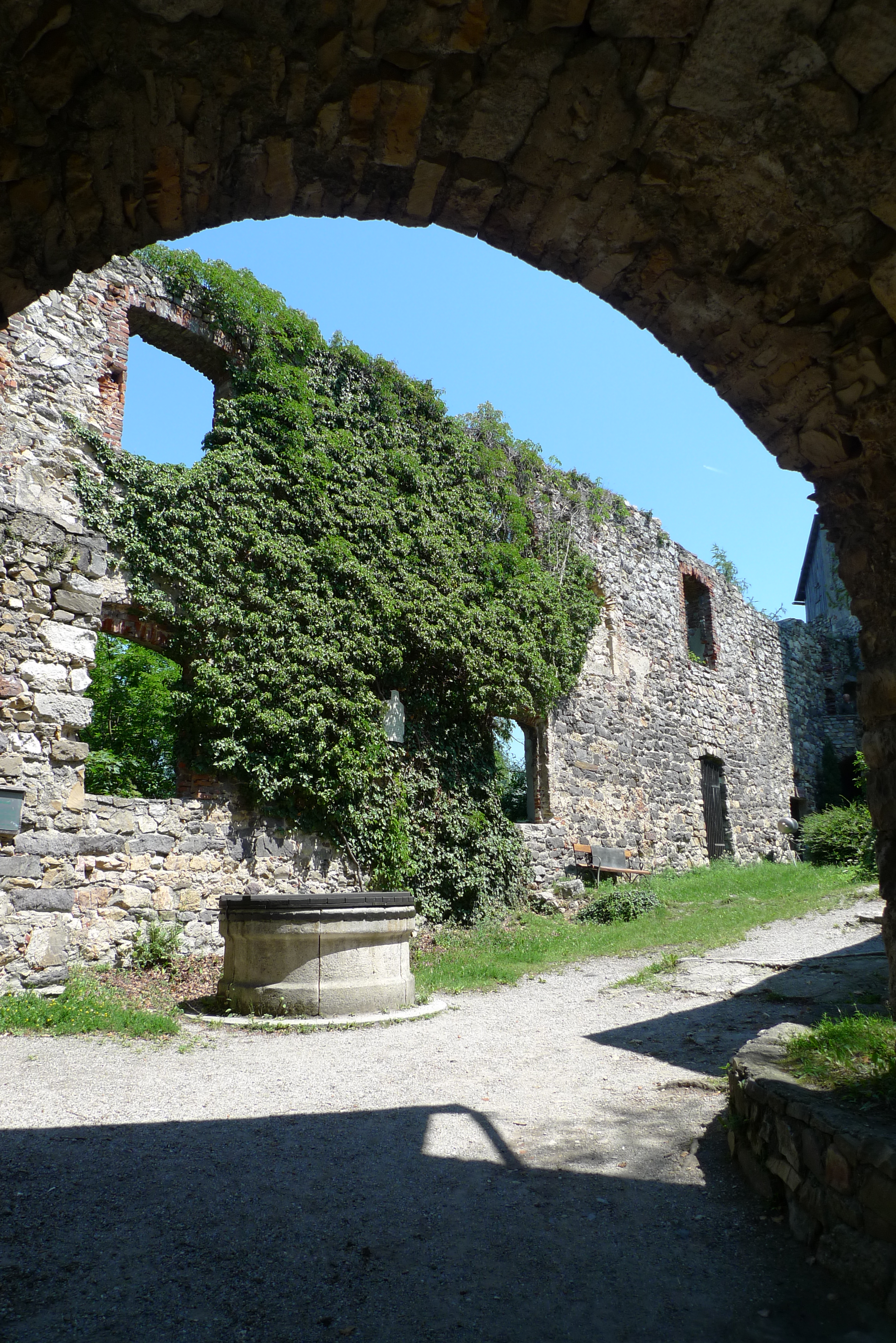
Замковий двір